# Gusztáv, a társaslény
A Gusztáv, a társaslény a Gusztáv című rajzfilmsorozat első évadának huszonegyedik epizódja.

## Rövid tartalom
Gusztávból minden közösségi érzés hiányzik, de ha bajba kerül, rögtön szüksége van az emberekre.

## Alkotók
- Írta és rendezte: Jankovics Marcell
- Zenéjét szerezte: Pethő Zsolt
- Operatőr: Klausz Alfréd
- Hangmérnök: Horváth Domonkos
- Vágó: Czipauer János
- Háttér: Szoboszlay Péter
- Rajzolták: Cser Tamásné, Erdélyi Mária, Marsovszky Emőke
- Színes technika: Dobrányi Géza, Kun Irén
- Gyártásvezető: Bártfai Miklós

Készítette a Pannónia Filmstúdió.